# Ley de Titius-Bode
La ley de Titius-Bode, a veces denominada solo ley de Bode, es una hipótesis que relaciona la distancia de un planeta al Sol con el número de orden del planeta mediante una regla simple. Matemáticamente, se trata de una sucesión que facilita la distancia de un planeta al Sol. 

## Expresión matemática
La ley original era:

{\displaystyle a={\frac {n+4}{10}}}

donde n = 0, 3, 6, 12, 24, 48..., siendo n dos veces el valor anterior y a representa el semieje mayor de la órbita. 

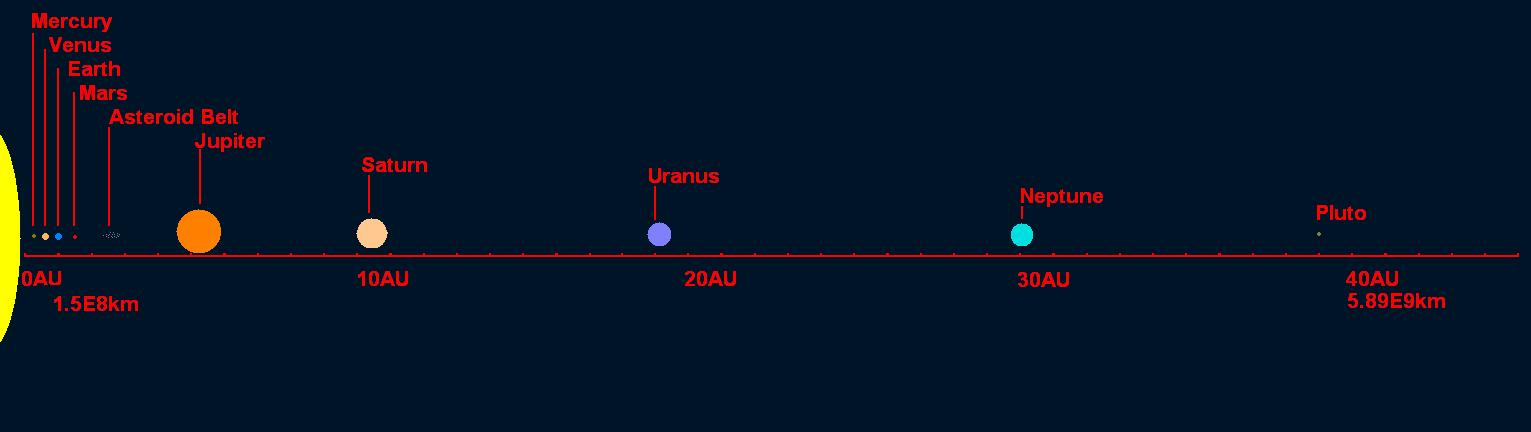
Entonces solo se conocían los planetas clásicos Mercurio, Venus, Tierra, Marte, Júpiter y Saturno que distan del Sol: 0,38; 0,72; 1; 1,52; 5,2; 9,54 ua (no se conocían los asteroides, a un promedio de 2,7 ua).

Es decir; fórmese la sucesión:
0, 3, 6, 12, 24, 48, 96, 192, 384...,
Ahora añádase 4 a la sucesión anterior:
4, 7, 10, 16, 28, 52, 100, 196, 388...
Divídase por 10 la sucesión anterior:
0,4; 0,7; 1,0; 1,6; 2,8; 5,2; 10,0; 19,6; 38,8 ...

## Descubrimiento e importancia histórica

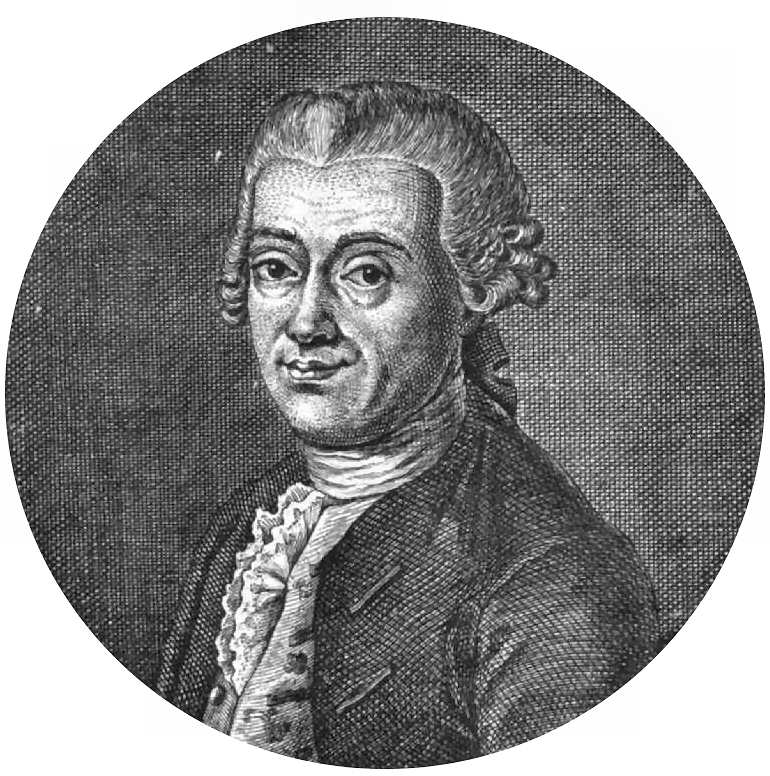
Johann Daniel Titius.

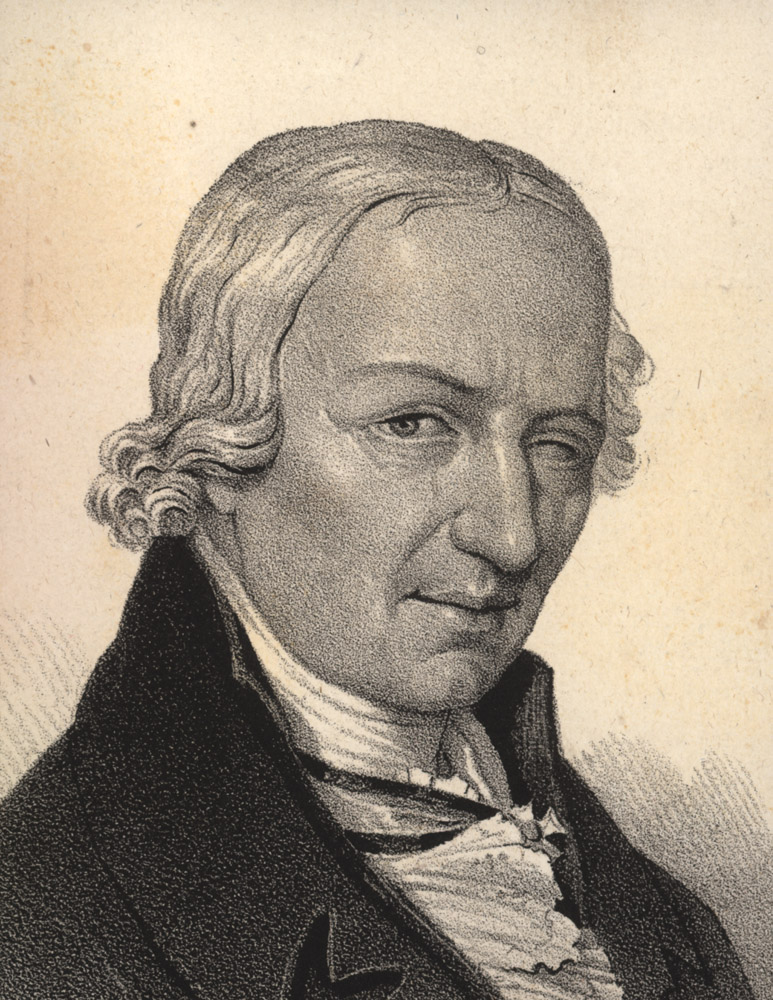
Johann Elert Bode.

La ley la descubrió en 1766 Johann Daniel Titius y se la atribuyó en 1772 al director del Observatorio de Berlín, Johann Elert Bode; de ahí el nombre. Sin embargo, algunos dicen que el primero en proponerla fue Christian Wolff en 1724.
El descubrimiento de Urano por William Herschel en 1781, que estaba a 19,18 UA, no hizo más que confirmar la ley publicada solo tres años antes y llevó a que en el quinto lugar a 2,8 UA faltara un planeta. En el congreso astronómico que tuvo lugar en Gotha, Alemania, en 1796, el francés Joseph Lalande recomendó su búsqueda. Entre cinco astrónomos se repartieron el zodiaco en la búsqueda del quinto planeta y finalmente el 1 de enero de 1801, en el Observatorio de Palermo el monje Giuseppe Piazzi, que no pertenecía a la comisión de búsqueda, descubrió Ceres, el primero de los asteroides. El día 3 de enero el cuerpo se había desplazado un tercio de luna hacia el oeste. Hasta el 24 no publicó su descubrimiento, creyendo que era un cometa. Carl Friedrich Gauss, el gran matemático, inventó ex profeso para Ceres un procedimiento de cálculo de la órbita con tal de aprovechar los pocos datos de la órbita conseguidos por Piazzi. Calculada su órbita, resultó un cuerpo que orbitaba entre Marte y Júpiter; es decir, el cuerpo que faltaba según la ley de Bode. 
La ley de Bode, aun pudiendo ser solo una curiosidad matemática, tuvo una gran importancia en el desarrollo de la Astronomía de finales del siglo XVIII y principios del siglo XIX.

## Ley de Titius-Bode. Su paradójico origen y curso posterior[1]
Johann Daniel Titius (1729-1796), profesor de física de la antigua Universidad de Wittenberg (Sajonia) tradujo al alemán la obra Contemplation de la Nature, del autor suizo Charles Bonnet (1720-1793).
Sin decir nada a nadie, Titius intercaló dos parágrafos propios que se encuentran al final de la página 7 y al comienzo de la 8 en la edición alemana de 1766. En el prefacio, Bonnet advierte sin precisar que Titius ha intercalado algunas notas propias, lo cual hace suponer no solo su conocimiento, sino también su conformidad. Por supuesto, el parágrafo nuevo intercalado no se halla ni en el original ni en las traducciones de la obra de Bonnet al italiano y al inglés.
En el texto intercalado a que nos referimos hay dos partes, una a continuación de la otra. En la primera se expone la sucesión de las distancias planetarias al Sol de los planetas históricos, desde Mercurio a Saturno, redondeadas a números enteros y es como sigue: Si damos 100 puntos a Saturno y 4 a Mercurio, a Venus corresponderán 4+3 = 7 puntos; a la Tierra 4+6 = 10; a Marte, 4+12 = 16; al siguiente serían 4+24 = 28, pero no hay planeta; y serán 4+48 = 52 puntos y 4+96 = 100 puntos respectivamente, para Júpiter los primeros y para Saturno los segundos.
En la segunda parte intercalada se añade: Si al radio de la órbita de la Tierra le damos el valor de 10, los radios de las otras órbitas vendrán dados por la fórmula Rn = 4 + (3 * 2n), siendo n = -∞ para Mercurio y 0, 1, 2, 3, 4 y 5 para los planetas que le siguen.
Estos dos enunciados, por toda su particular tipología y los de los radios de las órbitas, parecen derivarse de una antigualla cosista. De hecho, se han ido encontrando muchos precedentes de hasta el siglo XVII. Titius fue discípulo del filósofo alemán Christian Freiherr von Wolf (1679-1754), y la segunda parte del texto intercalado en la obra de Bonnet se encuentra también textualmente en una obra de von Wolf de 1723, Vernünftige Gedanken von den Wirkungen der Natur. Por esto, en la bibliografía del siglo XX sobre la ley de Titius-Bode, suele asignarse la autoría al filósofo alemán; de ser así, Titius lo hubiera podido aprender de él. Otra referencia más antigua es la de James Gregory de 1702, en sus Astronomiae physicae et geometricae elementa, donde la sucesión de distancias planetarias 4, 7, 10, 16, 52 y 100 se convierte en una progresión geométrica de razón 2. Es la fórmula newtoniana más cercana, que está también en Benjamin Martin y en el propio Tomás Cerdá muchos años antes de la publicación alemana del libro de Bonnet.
El texto intercalado por Titius en el libro de Bonnet sí que se transmitió exactamente en la obra de astronomía de Johann Elert Bode (1747-1826). En ninguna de sus ediciones se habla de Titius, sin asignarse claramente la autoría de la ley (Aleitung zur kenntnis des gestirnten Himmels, 1722). En una memoria póstuma de Bode sí que se ha encontrado una referencia a Titius con el reconocimiento claro de su prioridad.
Titius y Bode esperaban que la ley llevaría al descubrimiento de nuevos planetas. En realidad no fue así. El de Urano y Ceres más bien contribuyó a dar fama a la Ley de Titius-Bode, pero no así al descubrimiento de Neptuno y Plutón, pues quedan excluidos. No obstante, se aplica a los satélites y ahora incluso a los planetas extrasolares.

## Una explicación que podría ser anterior a la ley de Titius-Bode
El jesuita Tomás Cerdá (1715-1791) dio un célebre curso de astronomía en Barcelona en 1760, en la Real Cátedra de Matemáticas del Colegio de San Jaime de Cordelles (Imperial y Real Seminario de Nobles de Cordellas). Del manuscrito original conservado en la Real Academia de la Historia de Madrid, Lluís Gasiot rehizo el Tratado de Astronomía de Cerdá, publicado en 1999, y el cual se basa en los Astronomiae physicae de James Gregory (1702) y en la Philosophia Britannica de Benjamin Martin (1747). En el Tratado de Cerdá podemos encontrar las distancias planetarias obtenidas a partir de los tiempos periódicos y aplicando la tercera ley de Kepler, con una precisión de 10-3. Tomando de referencia la distancia de la Tierra como 10 y redondeando a enteros, puede establecerse la progresión geométrica [(Dn x 10) – 4] / [Dn-1 x 10) – 4] = 2, desde n=2 a n=8. Utilizando el movimiento circular uniforme ficticio equivalente de la Anomalía de Kepler, pueden obtenerse los valores Rn de los radios correspondientes a cada planeta, con los cuales pueden obtenerse las razones rn = (Rn – R1) / (Rn-1 – R1) que resultan ser 1,82; 1,84; 1,86; 1,88 y 1,90, con lo cual rn = 2 – 0,02 (12 – n) que es la relación entre la sucesión kepleriana y la Ley de Titus-Bode, la cual sería una coincidencia numérica casual. La razón es próxima a 2, pero en realidad va aumentando armónicamente desde 1,82.
La velocidad media de los planetas desde n=1 a n=8 disminuye al alejarse del Sol y difiere del descenso uniforme en n=2 para recuperarlo a partir de n=7 (resonancia orbital).

## La ley de Bode en el sistema solar
Para el sistema solar la distancia de los planetas al Sol en UAs es, según la ley de Titius-Bode:

{\displaystyle a=0,4+(0,3\times k)}

donde  k  = 0, 1, 2, 4, 8, 16, 32, 64, 128... = 0,20, 21, 22, 23...
Las distancias de los planetas calculados por la ley de Bode comparadas con las reales son: 
| Planeta  | k   | Distancia ley T-B | Distancia real | Error % |
| -------- | --- | ----------------- | -------------- | ------- |
| Mercurio | 0   | 0,4               | 0,39           | 2,5 %   |
| Venus    | 1   | 0,7               | 0,72           | 2,78 %  |
| Tierra   | 2   | 1,0               | 1,00           | 0 %     |
| Marte    | 4   | 1,6               | 1,52           | 5,3 %   |
| Ceres1   | 8   | 2,8               | 2,77           | 1,1 %   |
| Júpiter  | 16  | 5,2               | 5,20           | 0 %     |
| Saturno  | 32  | 10,0              | 9,54           | 4.8 %   |
| Urano    | 64  | 19,6              | 19,2           | 2 %     |
| Neptuno  | 128 | 38.8              | 30,06          | 29.08 % |
| Plutón2  | 256 | 77.2              | 39,44          | 95.75 % |

1  Ceres es el mayor objeto perteneciente al cinturón de asteroides, y tiene que ser considerado un planeta para cubrir el hueco de k=8; por lo tanto, es el número tomado como referencia para la distancia al Sol (2,77 UA). Durante aproximadamente 70 años después de su descubrimiento fue considerado el quinto planeta del sistema solar, pero después del avistamiento de otros objetos de gran tamaño, pasó a ser denominado el asteroide más grande del Cinturón. En 2006 se le dio categoría de planeta enano. 
2  Plutón fue excluido de la categoría de planeta tras la Redefinición de planeta de 2006. Al igual que Ceres es considerado actualmente un planeta enano.

## Ley de Bode generalizada (Formulación tradicional)
Para generalizar la ley de Bode asignamos una letra a cada parámetro:

{\displaystyle D_{n}=a+b\times k}

donde:
- {\displaystyle D_{n}} es la distancia de la estrella al planeta {\displaystyle n},
- {\displaystyle a} sería la distancia del primer planeta a la estrella (como en el sistema solar),
- {\displaystyle b} sería un parámetro ajustable, y
- {\displaystyle k} es un valor que será diferente para cada planeta (estará en función de {\displaystyle n}).

En el caso del sistema solar {\displaystyle k=0({\text{Mercurio}}),2^{0}({\text{Venus}}),2^{1}({\text{Tierra}})\dots } se podría generalizar k por tanto como:

{\displaystyle k=0,2^{n-2}}

Hay que destacar que para {\displaystyle n=1} (Es decir, para el primer planeta) el valor de {\displaystyle k} es 0, lo que supone una excepción.

### Otra forma de expresar la ley de Bode
{\displaystyle a=0,4+0,3\times k}

{\displaystyle a=0,4+0,3\times 2^{n-2}}

con n=2, 3, 4....
Para el caso n=2 a=0,4
Despreciando el 0,4 y colocando unos valores a ajustar:

{\displaystyle a=p\times q^{n-2}}

Tomando logaritmos:

{\displaystyle \log a=\log p+(n-2)\times \log q}

y operando:

{\displaystyle \log a=n\times r+s}

Es decir, tomando logaritmos de las distancias, podemos ajustar por mínimos cuadrados a una recta.
Para los planetas exteriores, si los logaritmos de las distancias siguen una progresión aritmética es porque las distancias siguen una progresión geométrica. Bode pensaba que la razón de la progresión geométrica era 2, pero cuando se hace el ajuste resulta ser solamente 1,71.
El resultado es, considerando a Plutón y tomando como unidad de distancia el km:
{\displaystyle \log a=0,233058\times n+7,5119} con n=1,2,3,4,5,6,7,8,9,10
y una correlación r=0,9971.
Para expresarlo en logaritmos neperianos hay que multiplicar por 1/M=2,30258 resulta:
{\displaystyle \ln a=0,53663\times n+17,2967} con n=1,2,3,4,5,6,7,8,9,10
así que las distancias:
{\displaystyle a=e^{0,53663\times n+17,2967}} con n=1,2,3,4,5,6,7,8,9,10
Si usamos la unidad astronómica
{\displaystyle \log a=0,233058\times n-0,662989} con n=1,2,3,4,5,6,7,8,9,10
El cambio, en la unidad no cambia la pendiente ni la correlación, pero la ordenada en el origen queda disminuida en:
{\displaystyle \log U.A.=\log 1,496\times 10^{8}=8,17493}
así 7,5119-8,1749=-0,6630
Así:
{\displaystyle \ln a=0,53663\times n-1,52658} con n=1,2,3,4,5,6,7,8,9,10
Por lo que:
{\displaystyle a=e^{0,53663\times n-1,52658}} con n=1,2,3,4,5,6,7,8,9,10
Así que:
{\displaystyle a=0,21727\times (1,71023)^{n}} con n=1,2,3,4,5,6,7,8,9,10
y comparado ley de Bode clásica:
{\displaystyle a=0,3\times (2)^{n-2}+0,4} con n=1,2,3,4,5,6,7,8,9,10
Queda claro que el error de Bode era pensar que cada planeta está al doble de la distancia, cuando en realidad es solo de 1,71 veces.

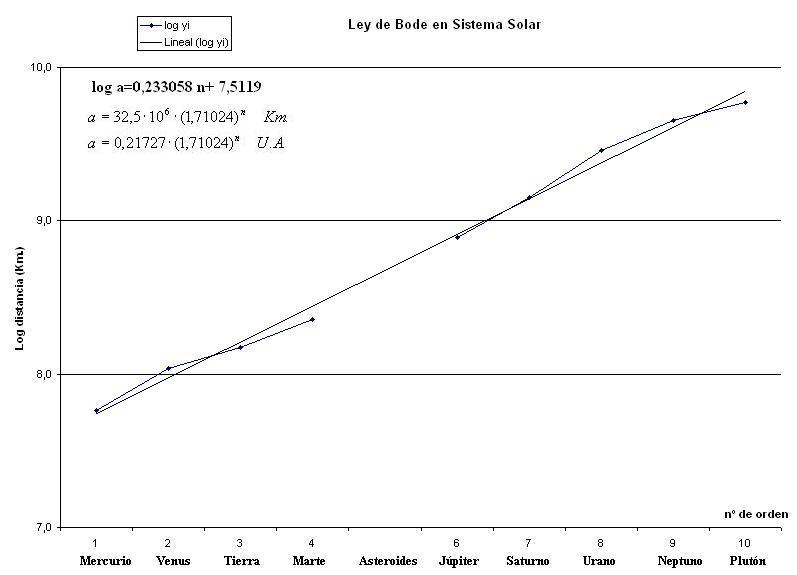
Ajuste lineal logarítmico a las distancias de los planetas del Sistema Solar.

Se pueden comparar ambas leyes con los valores reales:
| Denominación | n  | a (U.A.) | a Bode | a (log) |
| Mercurio     | 1  | 0,387    | 0,4    | 0,372   |
| Venus        | 2  | 0,723    | 0,7    | 0,636   |
| Tierra       | 3  | 1,000    | 1      | 1,087   |
| Marte        | 4  | 1,523    | 1,6    | 1,859   |
| Ceres1       | 5  | 2,767    | 2,8    | 3,179   |
| Júpiter      | 6  | 5,203    | 5,2    | 5,437   |
| Saturno      | 7  | 9,539    | 10     | 9,299   |
| Urano        | 8  | 19,184   | 19,6   | 15,903  |
| Neptuno      | 9  | 30,060   | n/a2   | 27,198  |
| Plutón       | 10 | 39,759   | 38,8   | 46,514  |
| Sedna1       | 11 | 76,361   | 154    | 79.542  |

Esta nueva manera de ver las cosas tiene varias ventajas:
- El primer término de la sucesión (Mercurio) siempre era especial; ahora es uno más.
- El término 0,4 se coloca para ajustar los planetas interiores; aquí es inexistente.
- Para Neptuno no se cumplía; ahora sí.

Si se considera que Plutón no es planeta y se quita del ajuste y usamos la unidad astronómica:
{\displaystyle \ln a=0,5497\times n-1,5723} con n=1,2,3,4,5,6,7,8,9
así que:
{\displaystyle a=0,2075\times (1,7327)^{n}} con n=1,2,3,4,5,6,7,8,9

## El problema de Plutón
Se puede considerar que Plutón no es un planeta, ya que pertenece al cinturón de Kuiper. Es un plutino; es decir, pertenece a los asteroides transneptunianos que están en resonancia 3/2 con Neptuno, lo que significa que cada 3 vueltas de Neptuno al Sol el asteroide da 2 vueltas. Ello supone un periodo para el asteroide T=3/2 * 164,7900 años=247,185 años. Por la tercera ley de Kepler a= T2/3=39,3865 U.A. y una relación de distancias: 39,386/30,06=1,31 por debajo de la media. 1 Sedna no ha sido reconocido formalmente como planeta enano aunque cumple con esa definición. Su periastro cumple con la sucesión de la ley de Bode, evitando resolver el problema de Plutón simplemente eliminándolo de la lista. Dicho problema podría reducirse tomando como referencia no el periastro de Plutón, sino el baricentro del sistema Plutón-Caronte, aunque esta definición tampoco ha sido aprobada.
Cuando originalmente se publicó, la ley era satisfecha por todos los planetas conocidos —desde Mercurio hasta Saturno— con un hueco entre el cuarto y quinto planeta. Se consideró interesante, pero de ninguna gran importancia hasta el descubrimiento de Urano en 1781, que encajó pulcramente en la serie. Basado en su nueva credibilidad, Bode inició la búsqueda del quinto planeta. Ceres, el más grande de los asteroides en el cinturón de asteroides, se encontró a 2,8 UA, ocupando la quinta posición de esta ley.

## Aplicación a otros sistemas de satélites
Hay solamente un limitado número de sistemas en que la ley de Bode puede probarse. Júpiter, Saturno y Urano tienen varias lunas grandes que parecen haber sido creadas por un proceso similar al que creó los planetas. En la aplicación a los satélites debemos tener presente que deben descartarse todos aquellos que no han sido formados en las proximidades del planeta sino capturados por la gravedad de este. Estos cuerpos se caracterizan por ser pequeños, girar en un plano muy distinto de los satélites grandes o incluso tener un movimiento retrógrado.

### Aplicación a los satélites de Júpiter
Los cuatro satélites galileanos de Júpiter más el satélite interno más grande, Amaltea, cumplen perfectamente la ley de Bode:
{\displaystyle \log a=0,2417\times n+5,0724} con n=1,2,3,4,5
y una correlación r=0,9925.
Amaltea hay que considerarlo porque a pesar de tener solo 200 km gira en la órbita de los satélites galileanos.
Resulta que 

{\displaystyle a=e^{0,55992\times n+11,6796}}

{\displaystyle a=118137,8\times (1,75053)^{n}}

En radios del planeta:

{\displaystyle a=1,6524\times (1,75053)^{n}}

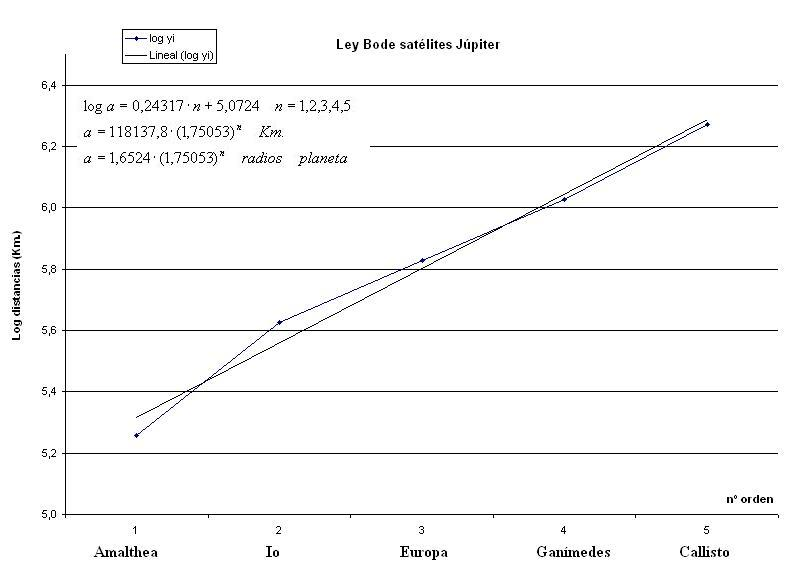
Ajuste lineal logarítmico a las distancias de los satélites de Júpiter.

Obsérvese que de un planeta al siguiente en el sistema solar o en los satélites de Júpiter el valor es muy similar.
Para quien tenga dudas, podemos, al igual que Bode, crear una sucesión:
0,3,6,12,24 formada por el 0 y una progresión geométrica con primer término 3 y razón 2.
Ahora añadimos 3 a cada uno de los términos:
3,6,9,15,27
Las distancias de los cinco satélites a Júpiter en radios del planeta son:
2.5, 5.9, 9.4, 15.0, 26.3 el ajuste es perfecto.
Si se consideran solo los 4 satélites galileanos, el ajuste es todavía más perfecto:

{\displaystyle \log a=0,21423\times n+5,4024}

con n=1,2,3,4 y una correlación r=0,99873.
En radios del planeta:

{\displaystyle a=3,53276\times (1,63768)^{n}}

### Aplicación a los satélites de Urano

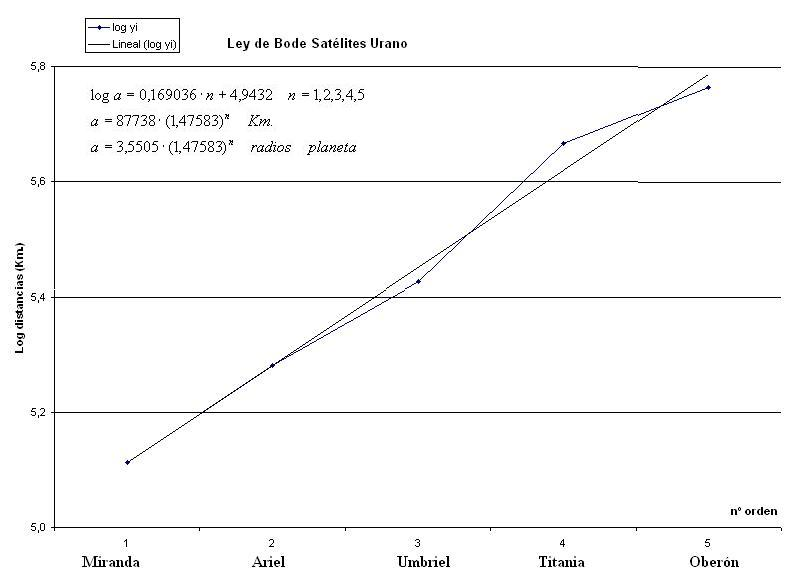
Ajuste lineal logarítmico a las distancias de los satélites de Urano.

Los grandes satélites de Urano tienen una adaptación a la ley de Bode magnífica:
{\displaystyle \log a=0,169036\times n+4,9432} con n=1,2,3,4,5
y una correlación r=0,9943.
Es decir:
{\displaystyle a=87738\times (1,47583)^{n}} en km
En radios del planeta:
{\displaystyle a=3,5505524\times (1,47583)^{n}}
Mientras que los primeros satélites están a unos 3 radios del planeta, Mercurio está a 83,24 radios solares. No obstante, el crecimiento tiene una tasa bastante similar.

### Aplicación a los satélites de Saturno
La aplicación a los satélites de Saturno presenta más problemas. Lo que se ha hecho es ajustar a los satélites grandes más internos (Jano, Mimas, Encelado, Tetis, Dione y Rea) con n=1 hasta 6. Ahora ajustamos los demás hasta que caigan sobre la recta. Hace falta dejar los huecos 7 y 8 hasta llegar a Titán e Hiperión, que serían n=9 y 10 respectivamente. Japeto sería el n=13 y Febe el n=18.

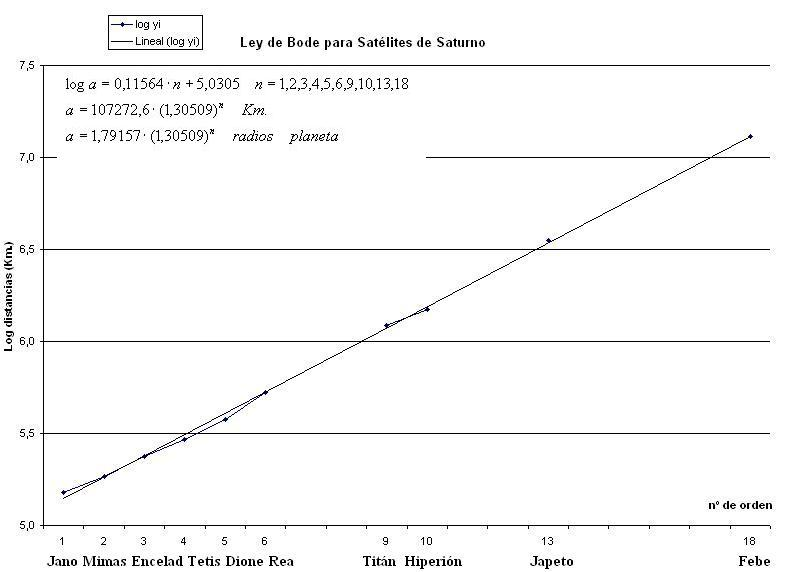
Ajuste lineal logarítmico a las distancias de los satélites de Saturno.

Con ello el ajuste sería:
{\displaystyle \log a=0,11564\times n+5,0305} con n=1,2,3,4,5,6,9,10,13,18
y una correlación de 0,9995.
Es decir:
{\displaystyle a=107272,6\times (1,30509)^{n}} en km
En radios del planeta:
{\displaystyle a=1,79157\times (1,30509)^{n}}

## Aplicación a planetas extrasolares
Con el avance en las técnicas de descubrimiento de planetas extrasolares ya se han descubierto varios sistemas planetarios sobre los que es posible aplicar la ley. Un reciente estudio de aficionado trata de aplicar la ley a algunos de estos sistemas, la conclusión es que Kepler 11 y HD 10180 cumplen perfectamente la ley, el estudio consigue aplicarla también a Gliese 876, Gliese 581 y 55Cnc suponiendo la existencia de algunos planetas que no conoceríamos.